# Issa Kobayashi
Issa Kobayashi (jap. 小林 一茶 Kobayashi Issa; ur. 15 czerwca 1763 w Kashiwabara, w prowincji Shinano, zm. 5 stycznia 1828) – japoński autor, poeta haikai.
Urodził się jako Nobuyuki Kobayashi w rodzinie rolnika we wsi Kashiwabara, wówczas w prowincji Shinano (dzisiaj część miasta Shinano w prefekturze Nagano). Po śmierci matki, wskutek konfliktu z macochą, został wysłany przez ojca do Edo, aby nauczył się jakiegoś rzemiosła. O jego życiu niewiele wiadomo, ale nie było ono łatwe. Doświadczył wielu przykrości, nieszczęść, cierpiał biedę.
Jego twórczość poetycka ukazuje dramatyczne życie biednego człowieka o silnej i namiętnej naturze. Różni się ona więc od innych haikai i dlatego nazywana jest poezją stylu Issy. Charakteryzuje się on współczuciem dla cierpiących chłopów, patosem, gniewem, ale i poczuciem humoru.

## Wybrane utwory
- Mitori nikki (Dziennik pielęgnującego w chorobie), znany też jako Chichi no shūen nikki (Dziennik z ostatnich chwil życia ojca, powstał 1801, opublikowany 1921)
- Issa hokkushū (Zbiór strof rozpoczynających Issy, 1829)
- Ora ga haru (Moje wiosny, 1852)